# Richard Lonsdale
Richard Lonsdale (Manorhamilton (Ierland), 27 december 1913 - Bath (Engeland), 23 november 1988) was een Britse militair. Hij is vooral bekend van de Slag om Arnhem, waarbij Lonsdale leiding gaf aan de naar hem vernoemde Lonsdale Force die rond de Oude Kerk was ingegraven.

## Levensloop

### Vroege jaren
Lonsdale bezocht het Eastbourne College in East Sussex. In 1936 ging hij in dienst en volgde een opleiding aan de Royal Military Academy Sandhurst. Vervolgens diende hij vanaf 1937 in Brits-Indië. Hij kwam in actie tijdens het neerslaan van een opstand in Waziristan. Voor het heroveren van een voorpost ontving Lonsdale een Military Cross (MC).
Een maand voordat de Tweede Wereldoorlog begon werd Lonsdale bevorderd tot luitenant, en later kapitein. In augustus 1941 meldde hij zich als vrijwilliger bij het nieuw gevormde 151e Parachutisten Bataljon, later bekend als het 156e Parachutisten Bataljon. Het bataljon werd naar Noord-Afrika overgebracht. In juli 1943 werd Lonsdale overgeplaatst naar de 1e Parachutistenbrigade, waar hij aan het hoofd kwam te staan van A-compagnie, behorende toy het 2e Parachutistenbataljon.

### Landing op Sicilië
Lonsdale maakte in juli 1943 deel uit van de landing op Sicilië. Het was de taak van de Lonsdales' brigade om een brug over de Simeto-rivier te veroveren en te behouden. Het 2e Parachutistenbataljon had binnen die missie de opdracht drie hoger gelegen gebieden ten zuiden van de brug innemen. De brigade werd op 13 juli gedropt. Lonsdale en het grootste deel van zijn compagnie behoorden tot de weinigen die op de juiste plek werden afgezet. Samen met luitenant-kolonel John Dutton Frost trok hij richting het hem toegewezen terrein, om er ter plekke achter te komen dat het gebied al was ingenomen door een kleine gevechtsgroep met luitenant Tony Frank aan het hoofd. Frank had honderddertig Italiaanse krijsgevangenen gemaakt.
Bij een poging om een tweede toegewezen terrein in te nemen kwam Lonsdale in botsing met een groep Duitsers. Vervolgens wist hij een aantal Duitse tegenaanvallen te weerstaan. Lonsdale stond met zijn manschappen onder grote druk en Lonsdale moest de perimeter inkrimpen. Met behulp met vuur van de geallieerde vloot werden de Duitsers tegen gehouden. Intussen trokken soldaten van het verderop gelegen 3e Parachutistenbataljon zich door de linies van Lonsdales' bataljon terug te trekken, maar mede dankzij Lonsdale hielden ze daar halt en hergroepeerden zich. Met behulp van M4 Sherman-tanks die van de stranden kwamen werden de Duitsers teruggedreven. Op 14 juli trok Lonsdales' brigade zich terug en vertrok weer richting Noord-Afrika. Lonsdale ontving een Distinguished Service Order voor zijn rol bij de gevechten.

### Slag om Arnhem

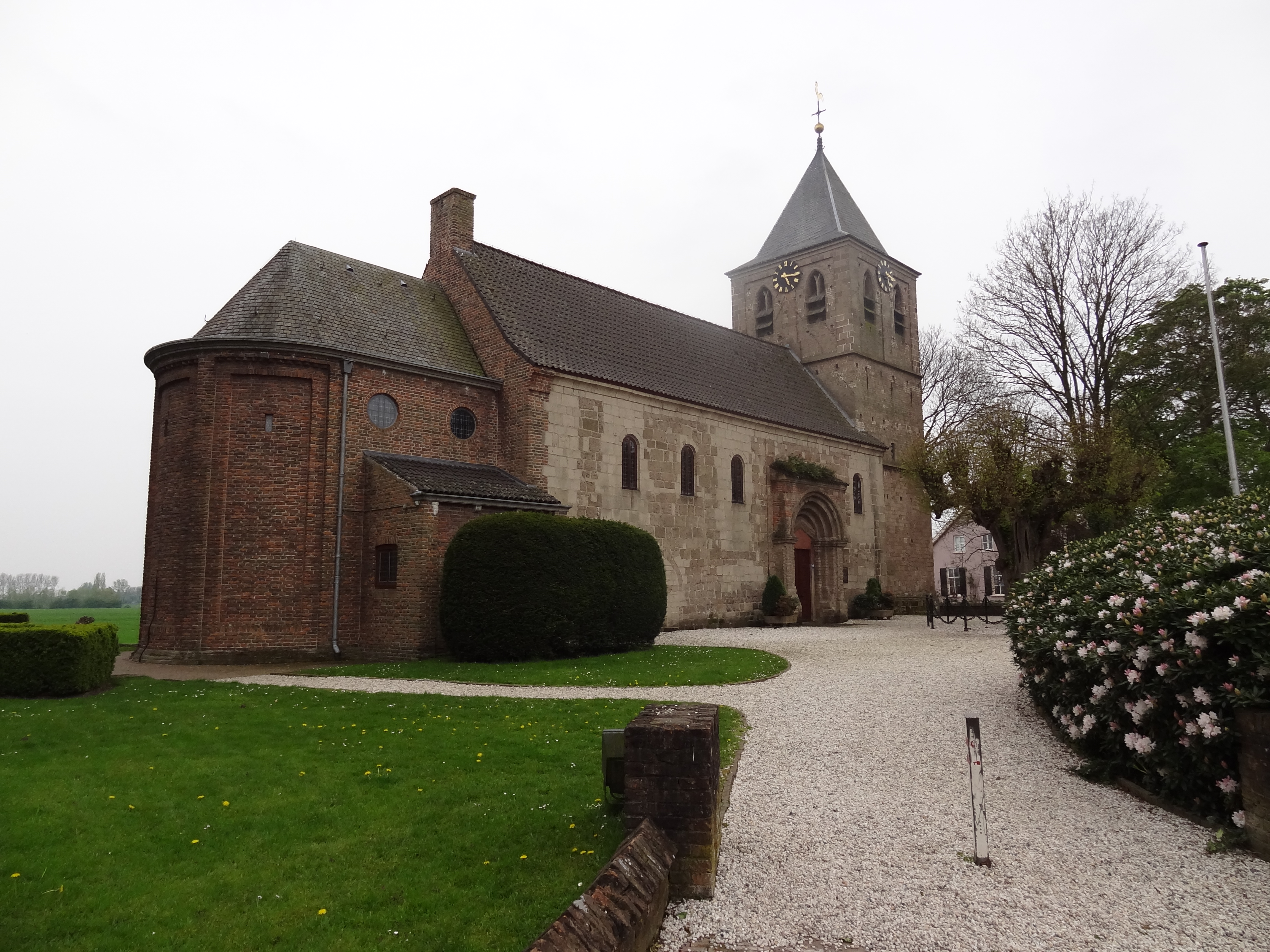
De Oude Kerk in Oosterbeek.

Lonsdale nam nog deel aan Operation Slapstick, waarbij de 1e Luchtlandingsdivisie per schip naar Italië werd overgebracht en zonder verzet de havenstad Taranto innam. In november 1943 keerde de divisie naar Engeland terug, waar Lonsdale benoemd werd tot plaatsvervangend commandant van het 11e Parachutistenbataljon. Pas tien maanden later werd de divisie ingezet tijdens de Slag om Arnhem, waarbij het doel was de Rijnbrug in de Gelderse hoofdstad in te nemen, zodat de geallieerde troepen vanuit België snel konden doorstoten naar het Ruhrgebied.
Slechts een kleine groep van een paar honderd man wist onder leiding van John Frost de Rijnbrug te halen. Lonsdale zelf landde op 18 september op de Ginkelse Heide. Hij was onderweg gewond geraakt in zijn rechterhand toen de C-47 Dakota waarin hij zat door Duits luchtafweervuur werd beschoten. Vervolgens weigerden de twee mannen voor hem het vliegtuig te verlaten op het moment dat er gesprongen moest worden. 
In de ochtend van 19 september maakte Lonsdale deel uit van een aanval van vier bataljons die vanuit Oosterbeek probeerden door te stoten naar de Rijnbrug om daar contact te maken met de troepen van Frost. De aanval liep uit op een slachting omdat de Duitsers een sterke verdedigingslinie hadden neergelegd tussen beide groepen. De Britten groeven zich vervolgens in in Oosterbeek. Het 1e Airlanding Light Regiment van luitenant-kolonel Sheriff Thompson lag bij de Oude Kerk aan de Benedendorpseweg, terwijl Lonsdale met zijn manschappen de vooruitgeschoven postte op ongeveer een kilometer van de kerk bemande. Op 20 september sloegen de Britten een zware Duitse aanval af. Lonsdales' manschappen trokken zich vervolgens terug richting de omgeving van de kerk en de omliggende polders. Vanaf de preekstoel sprak Lonsdale zijn manschappen bezielend toe om niet te wijken bij nieuwe Duitse aanvallen. Nadat Thompson op 21 september gewonde raakte nam Lonsdale het algehele bevel over. De soldaten onder zijn bevel werd officieel aangeduid als de Lonsdale Force.
In de dagen daarna sloegen Lonsdales' manschappen meerdere Duitse aanvallen af. Op 25 september besloot de divisiegeneraal Roy Urquhart om de divisie over de Rijn terug te trekken. Lonsdales' eenheid was een van de laatste die hun posten verliet. Op het moment dat Lonsdale de Rijn bereikte voerden er geen boten meer. Hij zwom vervolgens de rivier over, wat niet eenvoudig was omdat hij naast de verwonding aan zijn hand intussen ook gewond was aan zijn hoofd en been.
In de zomer van 1945 keerde Lonsdale terug naar Arnhem voor opnames van de film Theirs Is the Glory. Hij speelde zichzelf en deed de bezielende toespraak in de kerk van Oosterbeek over voor het oog van de camera.

### Latere jaren
Lonsdale bleef tot 1951 in dienst. Hij klom op tot de rang van luitenant-kolonel en diende nog in Palestina en Oeganda. In 1950 deed hij namens de Conservatieven een mislukte poging om gekozen te worden in het Britse parlement. Lonsdale bleef na zijn diensttijd nog een jaren in Afrika, waar hij zich inliet met de wijnhandel. Vervolgens keerde hij terug naar Engeland, waar hij in 1988 overleed.